# ピアソン対チャン
ピアソン対チャン（Pearson v. Chung）は、2005年にアメリカ合衆国で起こった事件と、その事件をめぐる裁判のことである。

## 概要
ワシントンD.C.の審判官であったロイ・L・ピアソン・ジュニア（Roy L. Pearson, Jr.）は2005年5月にワシントンDCの韓国人が運営していたドライクリーニング店カスタム・クリーナーズ（Custom Cleaners）にズボンを出したところ、店がそれを紛失したため、2007年6月オーナーであるソー・チャン、ジンナム・チャンおよびキー・Y・チャンの3人に対し計5400万ドルの賠償を要求した。
同月、判決が言い渡され、ピアソンは敗訴した。その後控訴したものの棄却され、裁判は終了した。